# Copa de Clubes de Asia 2000-01
La Copa de Clubes de Asia del 2001 fue la 20.ª edición del torneo de fútbol a nivel de clubes más importante de Asia organizado por la AFC.
El Suwon Samsung Bluewings de Corea del Sur venció en la final al Júbilo Iwata de Japón para proclamarse campeón por primera vez.

## Primera Ronda

### Asia Occidental
| Equipo 1        | Agr. | Equipo 2     | Ida | Vuelta |
| --------------- | ---- | ------------ | --- | ------ |
| Al-Hilal        | 2-1  | Al-Karamah   | 2-1 | 0-0    |
| Al Ramtha       | 2-3  | Al-Salmiya   | 0-1 | 2-2    |
| Al-Ahli         | 0-1  | Al-Ahli      | 0-1 | 0-0    |
| Al-Ansar        | w/o1 | Al-Ittihad   |     |        |
| Al-Zawraa       | 2-5  | Al-Ain       | 2-1 | 0-4    |
| Al-Wakra        | 3-9  | Persépolis   | 2-4 | 1-5    |
| FC Irtysh       | 5-2  | Nisa Aşgabat | 3-1 | 2-1    |
| Varzob Dushanbe | w/o2 | FC Dustlik   |     |        |

1 el Al-Ansar abandonó el torneo. 

2 el FC Dustlik no se presentó al primer partido en Dusambé debido a la guerra civil en Tayikistán; fue expulsado del torneo y multado con $10,000.

### Asia Oriental
| Equipo 1                        | Agr. | Equipo 2         | Ida | Vuelta |
| ------------------------------- | ---- | ---------------- | --- | ------ |
| Polícia de Segurança Pública FC | 0-11 | Home United      | 0-5 | 0-6    |
| PSM Makassar                    | 4-1  | Sông Lam Nghệ An | 0-0 | 4-1    |

## Segunda Ronda

### Asia Occidental
| Equipo 1   | Agr.       | Equipo 2        | Ida | Vuelta |
| ---------- | ---------- | --------------- | --- | ------ |
| Al-Hilal   | 3-1        | Al-Salmiya      | 3-1 | 0-0    |
| Al-Ittihad | 8-2        | Al-Ahli         | 2-0 | 6-2    |
| Persépolis | 4-2 (pró.) | Al-Ain          | 2-0 | 2-2    |
| FC Irtysh  | 7-3        | Varzob Dushanbe | 4-1 | 3-2    |

### Asia Oriental
| Equipo 1                | Agr. | Equipo 2             | Ida | Vuelta |
| ----------------------- | ---- | -------------------- | --- | ------ |
| PSM Makassar            | 11-1 | Royal Thai Air Force | 6-1 | 5-0    |
| South China             | 2-6  | Júbilo Iwata         | 1-3 | 1-3    |
| Shandong Luneng Taishan | 6-1  | Home United          | 3-0 | 3-1    |
| Suwon Samsung Bluewings | 2-1  | Hurriyya             | 2-1 | 0-0    |

## Cuartos de final

### Asia Occidental
Todos los partidos se jugaron en Teherán, Irán.
| Pos. | Equipo            | Pts. | PJ | G | E | P | GF | GC | Dif. | Clasificación |
| ---- | ----------------- | ---- | -- | - | - | - | -- | -- | ---- | ------------- |
| 1    | Persépolis        | 5    | 3  | 1 | 2 | 0 | 3  | 1  | +2   | Semifinales   |
| 2    | FC Irtysh         | 5    | 3  | 1 | 2 | 0 | 2  | 1  | +1   | Semifinales   |
| 3    | Al-Ittihad Jeddah | 4    | 3  | 1 | 1 | 1 | 3  | 2  | +1   |               |
| 4    | Al-Hilal          | 1    | 3  | 0 | 1 | 2 | 1  | 5  | −4   |               |

 Fuente: 
| 7 de marzo de 2001 | Al-Hilal | 0–0 | FC Irtysh   | Estadio Azadi, Tehran, Irán |  |
|                    |          |     | Minenko 67' |                             |  |

| 7 de marzo de 2001 | Persépolis | 0–0 | Al-Ittihad Jeddah            | Estadio Azadi, Tehran, Irán |  |
|                    |            |     | Al-Jibail 46' · Al-Mahid 61' |                             |  |

| 9 de marzo de 2001 | FC Irtysh                                  | 0–0 | Persépolis | Estadio Azadi, Tehran, Irán |  |
|                    | Gorbanyov 50' · Yablokin 70' · Aimov 90+2' |     |            |                             |  |

| 9 de marzo de 2001 | Al-Ittihad Jeddah                | 2–0 | Al-Hilal | Estadio Azadi, Tehran, Irán |  |
|                    | Al-Yami 23' · Sergio Ricardo 85' |     |          |                             |  |

| 11 de marzo de 2001 | Al-Ittihad Jeddah | 1–2 | FC Irtysh      | Estadio Azadi, Tehran, Irán |  |
|                     | Hwasawi 41'       |     | Nilton 14' 25' |                             |  |

| 11 de marzo de 2001 | Persépolis                                        | 3–1 | Al-Hilal       | Estadio Azadi, Tehran, Irán |  |
|                     | Karimi 45' · Ansarina 65' (pen.) · Kavianpour 69' |     | Al-Thunayan 9' |                             |  |

### Asia Oriental
Todos los partidos se jugaron en Makassar, Indonesia. 
| Pos. | Equipo                  | Pts. | PJ | G | E | P | GF | GC | Dif. | Clasificación |
| ---- | ----------------------- | ---- | -- | - | - | - | -- | -- | ---- | ------------- |
| 1    | Júbilo Iwata            | 9    | 3  | 3 | 0 | 0 | 12 | 2  | +10  | Semifinales   |
| 2    | Suwon Samsung Bluewings | 6    | 3  | 2 | 0 | 1 | 14 | 4  | +10  | Semifinales   |
| 3    | Shandong Luneng Taishan | 3    | 3  | 1 | 0 | 2 | 5  | 13 | −8   |               |
| 4    | PSM Makassar            | 0    | 3  | 0 | 0 | 3 | 2  | 14 | −12  |               |

 Fuente: 
| 21 de marzo de 2001 | Suwon Samsung Bluewings | 0–3 | Júbilo Iwata                                        | Estadio Andi Mattalatta, Makassar, Indonesia |  |
|                     |                         |     | Fujita 14' · Yang Jong-Hu 77' (a.g.) · Nakayama 90' |                                              |  |

| 21 de marzo de 2001 | PSM Makassar | 1–3 | Shandong Luneng Taishan                              | Estadio Andi Mattalatta, Makassar, Indonesia |  |
|                     | Siswoyo 90'  |     | Nagorniak 15' (pen.) · Li Xiaopeng 52' · Li Ming 56' |                                              |  |

| 23 de marzo de 2001 | PSM Makassar     | 1–8 | Suwon Samsung Bluewings                                                                         | Estadio Andi Mattalatta, Makassar, Indonesia |  |
|                     | Dwi Yulianto 35' |     | Seo Jung-Won 6' 23' 25' · Sandro Cardoso 11' 18' · Park Kun-Ha 37' · Ko Jong-Soo 45' (pen.) 79' |                                              |  |

| 23 de marzo de 2001 | Júbilo Iwata                                                             | 6–2 | Shandong Luneng Taishan       | Estadio Andi Mattalatta, Makassar, Indonesia |  |
|                     | Fujita 29' (pen.) · Nakayama 42' 43' 56' · Živković 66' (pen.) · Oku 78' |     | Casiano 34' · Li Xiaopeng 90' |                                              |  |

| 25 de marzo de 2001 | Shandong Luneng Taishan | 0–6 | Suwon Samsung Bluewings                                              | Estadio Andi Mattalatta, Makassar, Indonesia |  |
|                     |                         |     | Ko Jong-Soo 8' 38' · Laktionov 28' · Seo Dong-Won 48' 59' · Sabo 82' |                                              |  |

| 25 de marzo de 2001 | PSM Makassar | 0–3 | Júbilo Iwata                          | Estadio Andi Mattalatta, Makassar, Indonesia |  |
|                     |              |     | Naruo 37' · Seino 56' · Yamanishi 74' |                                              |  |

## Semifinales
| 24 de mayo de 2001 | Júbilo Iwata  | 1–0 (t. s.) | FC Irtysh | Suwon Sports Complex, Suwon, Corea del Sur |  |
|                    | Kanazawa 103' |             |           |                                            |  |

| 24 de mayo de 2001 | Persépolis     | 1–2 | Suwon Samsung Bluewings            | Suwon Sports Complex, Suwon, Corea del Sur |  |
|                    | Kavianpour 12' |     | Seo Jung-Won 78' · Park Kun-Ha 90' |                                            |  |

## Tercer Lugar
| 26 de mayo de 2001 | Persépolis              | 2–0 | FC Irtysh | Suwon Sports Complex, Suwon, Corea del Sur |  |
|                    | Halali 17' · Estili 34' |     |           |                                            |  |

## Final
| 26 de mayo de 2001 | Suwon Samsung Bluewings | 1–0 | Júbilo Iwata | Suwon Sports Complex, Suwon, Corea del Sur |  |
|                    | Sandro Cardoso 15'      |     |              |                                            |  |

## Campeón
| Bandera de Corea del Sur                    |
| Campeón Suwon Samsung Bluewings 1.er título |